# アポロウスバシロチョウ
アポロウスバシロチョウ （Parnassius apollo） は、アゲハチョウ科に分類されるチョウの一種。名前は太陽神アポローンに由来する。

## 分布
ヨーロッパ、中央アジアに分布する。

## 特徴

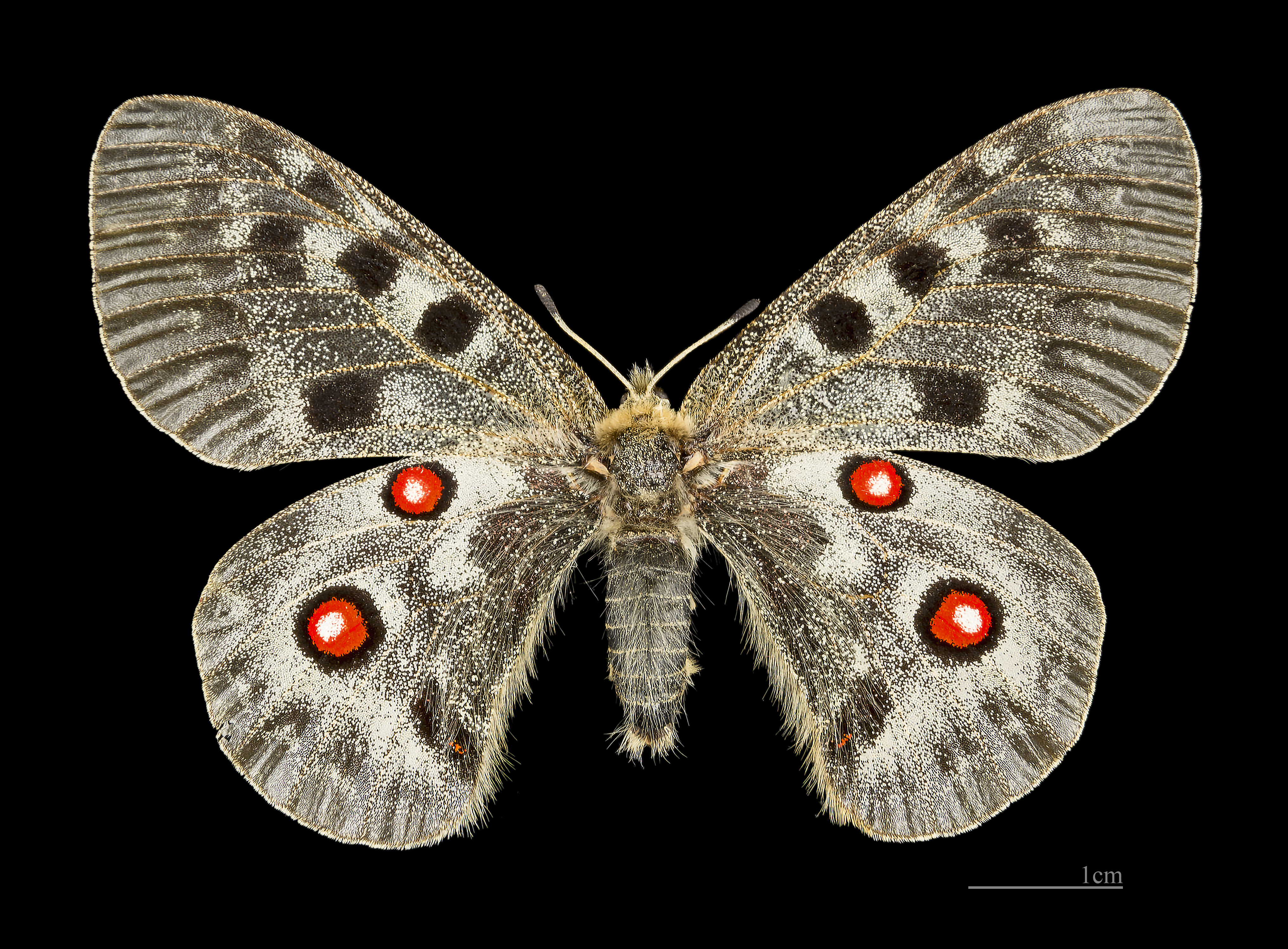
♀
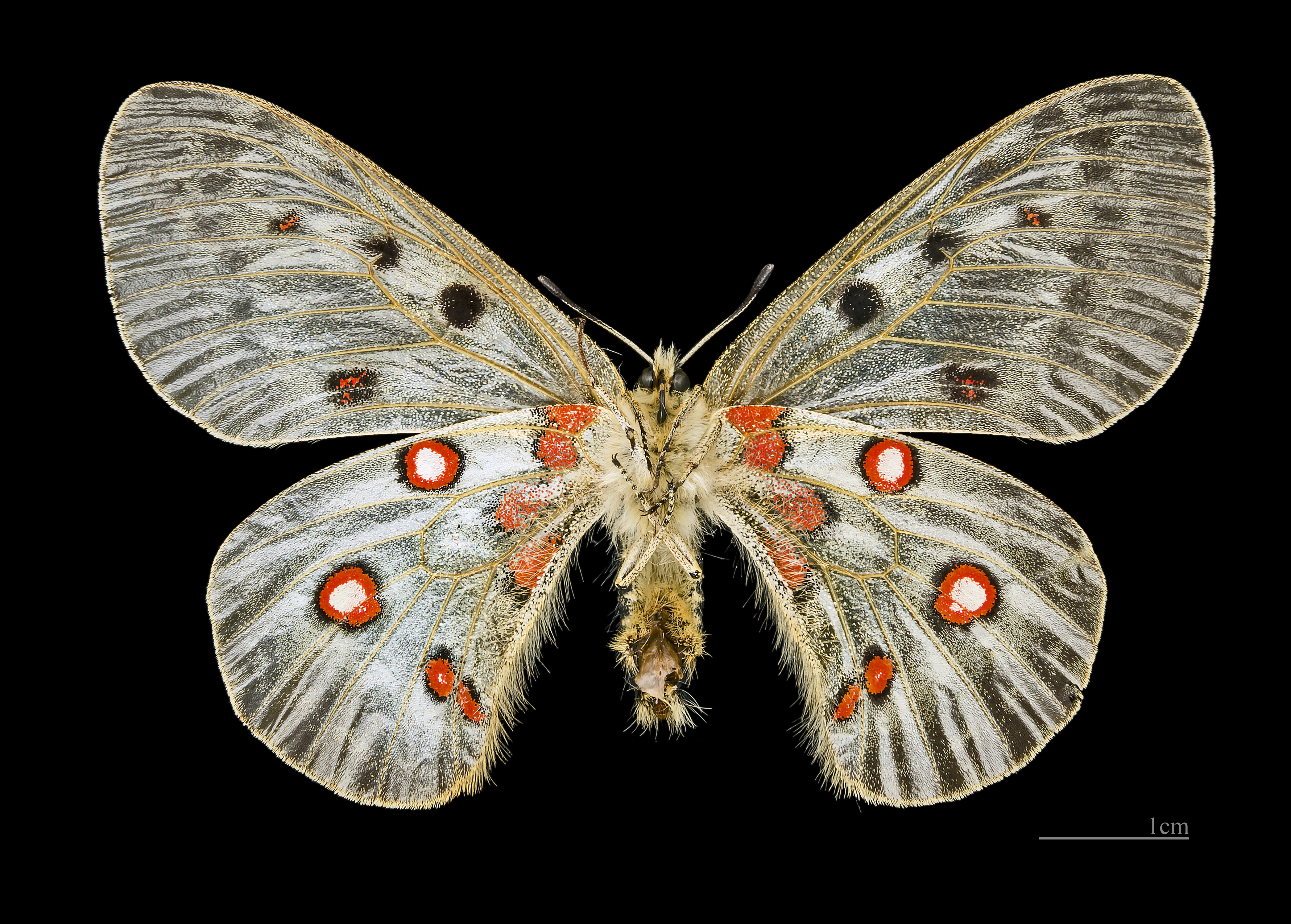
♀△
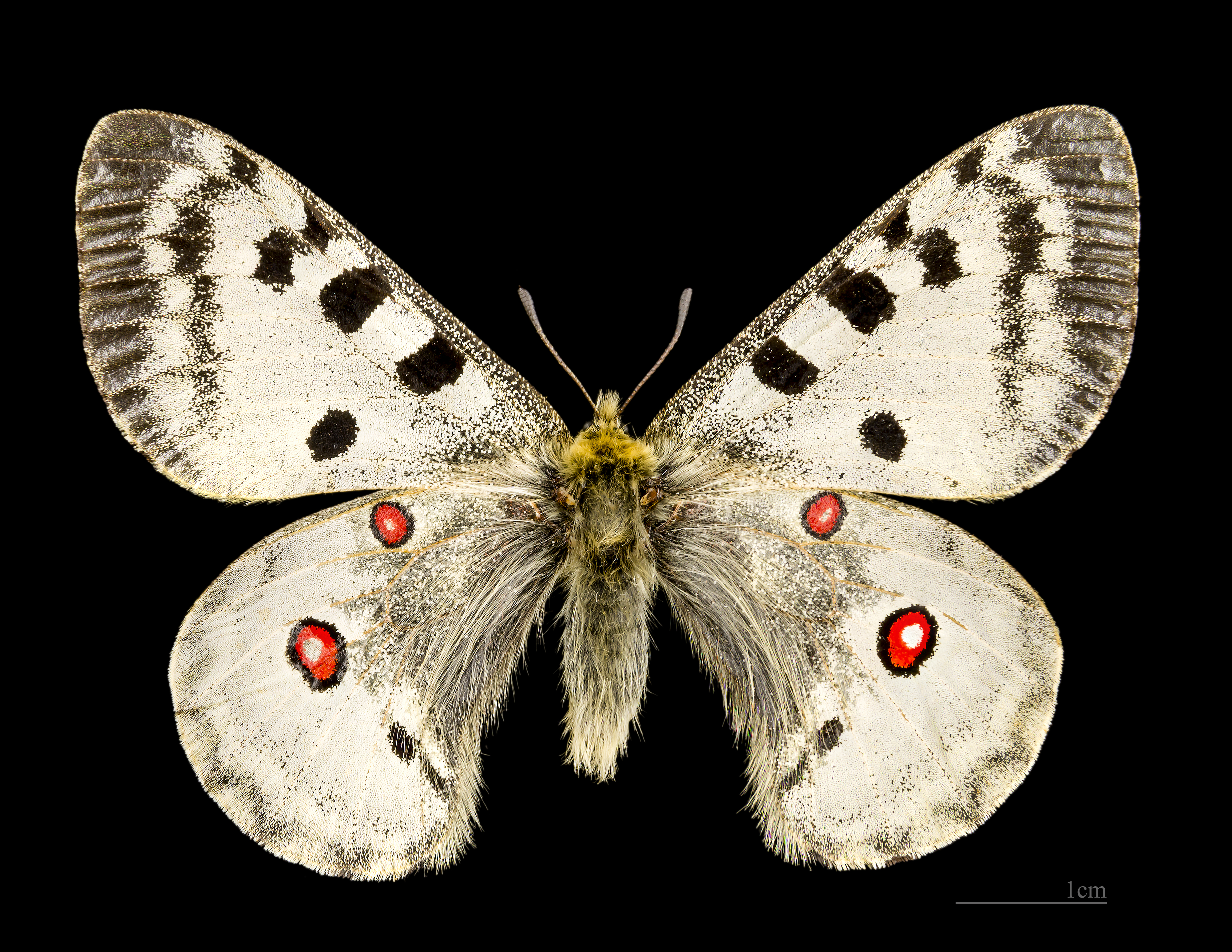
♂
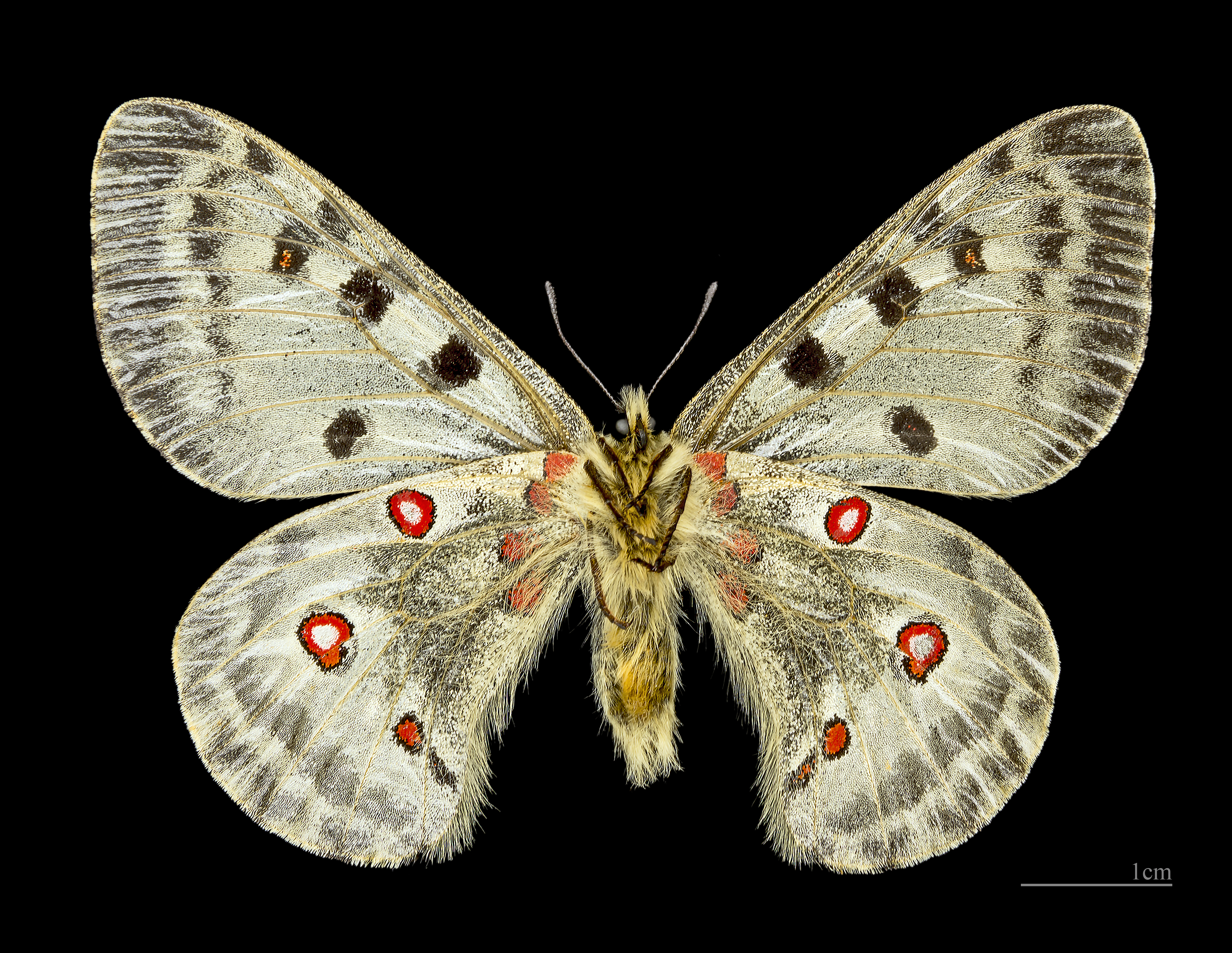
♂ △

開長7.5cm。翅は半透明で、後翅の表には赤い斑紋がある。胴体は毛深い。
1000-2000mの山地の花が咲く斜面でみられる。7-9月に出現する。ベンケイソウ科（カランコエなど）を食草とする。